# Ivan Marinković
Ivan Marinković (en serbio, Иван Маринковић, Belgrado, 27 de noviembre de 1993) es un baloncestista serbio que pertenece a la plantilla del KK Primorska de la ABA Liga. Con 2,08 metros de estatura, juega en la posición de ala-pívot.

## Trayectoria deportiva

### Profesional
Comenzó su carrera deportiva en las categorías inferiores del Estrella Roja, promediando 14,1 puntos y 6,8 rebotes por partido con los sub-18, llegando a debutar con el primer equipo. En septiembre de 2011 fichó por el KK Partizan, aunque no firmó su primer contrato profesional hasta noviembre, al cumplir los 18 años de edad. Jugó una temporada, en la que promedió 5,2 puntos y 4,2 rebotes por partido, siendo cedido la temporada siguiente al OKK Beograd.
En diciembre de 2013 fichó por el MZT Skopje para el resto de la temporada, acabando con 7,8 puntos y 5,0 rebotes por partido. Comenzó la temporada siguiente en el mismo equipo, pero en diciembre de 2014 dejó el equipo, fichando un mes más tarde por el Wilki Morskie Szczecin polaco. Allí acabó el año promediando 8,5 puntos y 5,3 rebotes por partido.
En julio de 2015 firmó un contrato por tres temporadas con el KK Zadar croata. En la segunda de ellas se proclamó máximo anotador de la ABA Liga, al promediar 17,7 puntos por partido.
En agosto de 2017 fichó por el Yeşilgiresun Belediye turco.

### Internacional
Marinković fue miembro de la Selección serbia sub-20 que alcanzó las semifinales del Campeonato de Europa de la categoría en 2012.